# Compsus obliquatus
Compsus obliquatus – gatunek chrząszcza z rodziny ryjkowcowatych i podrodziny Entiminae.
Gatunek ten opisany został w 1938 roku przez Alphonse'a Hustache'a.
Chrząszcz o podługowatym ciele o długości od 8,4 to 16,7 mm. Czarny oskórek jest prawie całkowicie przykryty gęstymi, owalnymi do okrągłych łuskami, ubarwionymi biało, metalicznie niebiesko i zielono, które tworzą na przedpleczu i pokrywach trzy podłużne, przerywane przepaski o zmiennej szerokości. Udział poszczególnych kolorów w barwie przepasek również zmienny. Szerokość ryjka wynosi około 0,44 jego długości. Głowa ma prawie płaskie czoło. Przedplecze jest nieco szersze niż długie i ma prawie równoległe boki. Boki pokryw mają zaokrąglone barki, dalej są prawie równoległe, po czym stopniowo się zaokrąglają ku wydłużonym i wykrojonym wierzchołkom. Międzyrzędy pokryw mają nierówne szerokości, a trzeci, piąty i siódmy są umiarkowanie silnie i nierówno wyniesione. Odnóża mają małe zielone plamki na udach i białe stopy. Samca cechuje wierzchołkowa 1/6 środkowego płata edeagusa lekko poszerzona, prawie ścięta i tak szeroka jak jego podstawa. Samica ma C-kształtną spermatekę z nieco ku górze skręconymi rogami i wąskie zesklerotyzowane ramiona podłużnej płytki ósmego sternum odwłoka.
Ryjkowiec neotropikalny, znany z dwóch departamentów w Kolumbii: Cundinamarca i Tolima. Poławiany na cytrusach.